# Basketball-Südamerikameisterschaft 2010
Die Basketball-Südamerikameisterschaft 2010, die vierundvierzigste Basketball-Südamerikameisterschaft, fand zwischen dem 26. und 31. Juli 2010 in Neiva, Kolumbien statt, das zum fünften Mal die Meisterschaft ausrichtete. Gewinner war die Nationalmannschaft Brasiliens, die zum achtzehnten Mal den Titel erringen konnte. 

## Mannschaften
Argentinien
| Position | #  | Name                       |
| -------- | -- | -------------------------- |
| C        | 4  | Juan Pedro Gutierrez Lanas |
| SF       | 5  | Marcos Daniel Mata         |
| C        | 6  | Román González             |
| SF       | 7  | Carlos Matías Sandes       |
| SG       | 8  | Carlos Leonel Schattmann   |
| PG       | 9  | Juan Pablo Cantero         |
| PG       | 10 | Luis Eduardo Cequeira      |
| PF       | 11 | Alejandro Martin Alloatti  |
| PF       | 12 | Federico Matias Aguerre    |
| SF       | 13 | Sebastian Ernesto Vega     |
| F        | 14 | Leonardo Andres Mainoldi   |
| PG       | 15 | Juan Manuel Fernandez      |

 Brasilien
| Position | #  | Name                               |
| -------- | -- | ---------------------------------- |
| SG       | 4  | Arthur Silva                       |
| PG       | 5  | Nezinho Dos Santos                 |
| G        | 6  | André Luiz Bresolin Góes           |
| C        | 7  | Rafael Ferreira De Souza           |
| PG       | 8  | Luiz Felipe Campos Lemes           |
| PF       | 9  | Jonathan Peter Guimarães Tavernari |
| G        | 10 | Eduardo Magalhaes Machado          |
| PG       | 11 | Fúlvio Chiantia de Assis           |
| C        | 12 | Bruno Pires Fiorotto               |
| PF       | 13 | João Paulo Lopes Batista           |
| C        | 14 | Murilo Becker Rosa                 |
| F/C      | 15 | Lucas Cipolini Alves               |

 Chile
| Position | #  | Name                              |
| -------- | -- | --------------------------------- |
| PF       | 4  | Francisco Felipe Bravo Barraza    |
| PG       | 5  | Rodrigo Andres Espinoza           |
| SG       | 6  | Evandro Arteaga Fuentes           |
| -        | 7  | Franco Morales Ordenes            |
| SF       | 8  | Jose Luis Campos Salgado          |
| G        | 9  | Erik Carrasco Follert             |
| SF       | 10 | Gonzalo Patricio Velasquez Zuñiga |
| C        | 11 | Patricio Briones Moller           |
| -        | 12 | Claus Mauricio Prutzmann          |
| C        | 13 | Jorge Eduardo Valencia Rosales    |
| C        | 14 | Gerardo Andres Isla Domke         |
| PF       | 15 | José Tomás Del Solar Bou          |

 Ecuador
| Position | #  | Name                            |
| -------- | -- | ------------------------------- |
| -        | 4  | Alvaro Rene Perez Gonzalez      |
| -        | 5  | Mario Enrique Gordon Pauta      |
| -        | 6  | Jeremy Daniel Soto Jones        |
| SF       | 7  | Andres Cochambay Lopez          |
| -        | 8  | Gabriel Alejandro Garrido Mejia |
| -        | 9  | Juan Fernando Fuentes Navarrete |
| SF       | 10 | Jose Vicente Diaz Tenorio       |
| -        | 11 | Juan David Chang Shimanski      |
| C        | 12 | Jaime Mauricio Pauta Cordero    |
| PF       | 13 | Nixon Hugo Mina Caicedo         |
| -        | 14 | Eduard David Caicedo Cuero      |
| -        | 15 | Sven Fernando Troya             |

 Kolumbien
| Position | #  | Name                             |
| -------- | -- | -------------------------------- |
| G        | 4  | Edgar Alonso Moreno Asprilla     |
| PG       | 5  | Gianluca Bacci Vitola            |
| C        | 6  | Enielsen Enrique Guevara Redondo |
| -        | 7  | Yader Antonio Fernandez Cantillo |
| -        | 8  | Adinson Mosquera Moreno          |
| SF       | 9  | Stalin Ortiz Quinonez            |
| C        | 10 | Cesar Augusto Cortes             |
| PF       | 11 | Norbey Aragon                    |
| C        | 12 | Divier José Pérez Solano         |
| -        | 13 | Rodrigo Caicedo Beltran          |
| C        | 14 | John Jairo Hernandez Villamil    |
| PF       | 15 | Eleuterio Renteria Renteria      |

 Paraguay
| Position | #  | Name                               |
| -------- | -- | ---------------------------------- |
| -        | 4  | Sergio Javier Lopez Zayas          |
| -        | 5  | Daniel Perez                       |
| G        | 6  | Enrique Martinez                   |
| SF       | 7  | Bruno Zanotti                      |
| PG       | 8  | Gustavo Paniagua                   |
| PG       | 9  | Derlis Torres                      |
| SF       | 10 | Charles Aldo Acosta                |
| C        | 11 | Guillermo Alejandro Araujo Capello |
| PF       | 12 | Adolfo Lopez Fariña                |
| SF       | 13 | Jose Manuel Fabio                  |
| -        | 14 | Manuel Antonio Aponte Lopez        |
| C        | 15 | Cristian Rodas                     |

 Uruguay
| Position | #  | Name                             |
| -------- | -- | -------------------------------- |
| C        | 4  | Mathias Keny Calfani Persincula  |
| PG       | 5  | Iván Loriente                    |
| SF       | 6  | Mauricio Aguiar                  |
| SG       | 7  | Joaquin Osimani                  |
| PG       | 8  | Bruno Fitipaldo Rodríguez        |
| C        | 9  | Reque Jereil Newsome Linder      |
| G        | 10 | Fernando Javier Martínez Pan     |
| PF       | 11 | Sebastian Izaguirre Rodriguez    |
| C        | 12 | Gaston Paez                      |
| PG       | 13 | Joaquin Izuibejeres              |
| SG       | 14 | Martin Osimani                   |
| C        | 15 | Esteban Damian Batista Hernandez |

 Venezuela
| Position | #  | Name                          |
| -------- | -- | ----------------------------- |
| C        | 4  | Miguel Angel Marriaga Herrera |
| PF       | 5  | Luis Valera                   |
| PG       | 6  | Gregory Maxdier Vargas Diaz   |
| SG       | 7  | David Alejandro Cubillan Leon |
| PF       | 8  | Jesus Centeno                 |
| SG       | 9  | Juan Manuel Herrera Castillo  |
| SG       | 10 | Rafael Alberto Guevara        |
| C        | 11 | Luis Bethelmy                 |
| F        | 12 | Hector Orlando Romero Rivas   |
| SF       | 13 | Axiers Sucre Briceno          |
| PF       | 14 | Jesus Urbina                  |
| SG       | 15 | Rafael Alberto Perez Tejeda   |

## Schiedsrichter
Diego Hernán Rougier 

 Alejandro César Chiti 

 Marcos Antonio de Matos Ferreira

 Marcos Fornies Benito

 Miguel Ángel Bravo Aravena 

 Reynaldo Antonio Mercedes Sánchez 

 Flavio Ernesto Zavala Baldeon

 José Luís Juyo

 Hernán Melgarejo

 Ronnye Eduardo Silva Bernal

 José Aníbal Carrion

 Héctor Luís Uslenghi Sburlati

 Adrián Vázquez Nunes

 Roberto Oliveros
Technische Kommission

 Gerardo Fontana

 Victor García 

## Spielort
Gespielt wurde im 8.000 Zuschauer fassenden Coliseo Álvaro Sánchez Silva.

## Ergebnisse

### Vorrunde
In der Vorrunde spielten je vier Mannschaften in zwei Gruppen (Gruppe A und B) gegeneinander. Die Gruppenersten und -zweiten zogen ins Halbfinale ein, wobei die Gruppenersten gegen die Gruppenzweiten der anderen Gruppe antraten. Die Dritt- und Viertplatzierten einer Gruppe spielten um die Plätze fünf bis acht, wobei die Drittplatzierten einer Gruppe gegen die Viertplatzierten der anderen Gruppe antraten. Bei Punktgleichheit entschied das Korbverhältnis.
Gruppe A
| Platzierung | Mannschaft | Punkte | G | V | Körbe   | Diff |
| ----------- | ---------- | ------ | - | - | ------- | ---- |
| 1           | Brasilien  | 6      | 3 | 0 | 251:198 | +53  |
| 2           | Uruguay    | 5      | 2 | 1 | 204:214 | −10  |
| 3           | Paraguay   | 4      | 1 | 2 | 218:231 | −13  |
| 4           | Chile      | 3      | 0 | 3 | 190:220 | −30  |

| 26. Juli 15:00 | Report | Uruguay                                                                                      | 66 – 61 | Paraguay                                                                                              | Coliseo Álvaro Sánchez Silva |
| 26. Juli 15:00 | Report | Punkte pro Viertel: 15 : 13, 14 : 12, 20 : 19, 17 : 17                                       |         | | Coliseo Álvaro Sánchez Silva |
| 26. Juli 15:00 | Report | Punkte: Mauricio Aguiar 20 Rebounds: Esteban Batista Hernandez 16 Assists: Mauricio Aguiar 7 |         | Punkte: Guillermo Araujo Capello 29 Rebounds: Guillermo Araujo Capello 14 Assists: Enrique Martínez 8 | Coliseo Álvaro Sánchez Silva |
| 26. Juli 15:00 | Report |                                                                                              |         | | Coliseo Álvaro Sánchez Silva |

| 26. Juli 17:00 | Report | Brasilien                                                                                         | 69 – 54 | Chile | Coliseo Álvaro Sánchez Silva |
| 26. Juli 17:00 | Report | Punkte pro Viertel: 24 : 15, 8 : 12, 19 : 12, 18 : 15                                             |         | | Coliseo Álvaro Sánchez Silva |
| 26. Juli 17:00 | Report | Punkte: Murilo Becker Da Rosa 20 Rebounds: Murilo Becker Da Rosa 11 Assists: Nezinho Dos Santos 7 |         | Punkte: Rodrigo Andres Espinoza, Erik Carrasco Follert, Evandro Arteaga Fuentes 12 Rebounds: Jorge Valencia Rosales 8 Assists: Erik Carrasco Follert, Patricio Briones Moller 3 | Coliseo Álvaro Sánchez Silva |
| 26. Juli 17:00 | Report |                                                                                                   |         | | Coliseo Álvaro Sánchez Silva |

| 27. Juli 15:00 | Report | Chile                                                                                                 | 72 – 76 | Paraguay                                                                                         | Coliseo Álvaro Sánchez Silva |
| 27. Juli 15:00 | Report | Punkte pro Viertel: 16 : 17, 15 : 26, 23 : 24, 18 : 9                                                 |         |                                                                                                  | Coliseo Álvaro Sánchez Silva |
| 27. Juli 15:00 | Report | Punkte: Patricio Briones Moller 20 Rebounds: Erik Carrasco Follert 8 Assists: Erik Carrasco Follert 6 |         | Punkte: Bruno Zanotti 16 Rebounds: Enrique Martínez, Bruno Zanotti 8 Assists: Enrique Martínez 7 | Coliseo Álvaro Sánchez Silva |
| 27. Juli 15:00 | Report | |         |                                                                                                  | Coliseo Álvaro Sánchez Silva |

| 27. Juli 19:00 | Report | Brasilien | 89 – 63 | Uruguay | Coliseo Álvaro Sánchez Silva |
| 27. Juli 19:00 | Report | Punkte pro Viertel: 29 : 16, 15 : 18, 20 : 12, 25 : 17                                                         |         | | Coliseo Álvaro Sánchez Silva |
| 27. Juli 19:00 | Report | Punkte: Jonathan Guimaraes Tavernari 15 Rebounds: Murilo Becker Da Rosa 8 Assists: Fulvio Chiantia De Assis 10 |         | Punkte: Fernando Martínez Pan 18 Rebounds: Esteban Batista Hernandez 8 Assists: Esteban Batista Hernandez 4 | Coliseo Álvaro Sánchez Silva |
| 27. Juli 19:00 | Report | |         | | Coliseo Álvaro Sánchez Silva |

| 28. Juli 17:00 | Report | Brasilien                                                                                        | 93 – 81 | Paraguay | Coliseo Álvaro Sánchez Silva |
| 28. Juli 17:00 | Report | Punkte pro Viertel: 24 : 23, 25 : 16, 26 : 23, 18 : 19                                           |         | | Coliseo Álvaro Sánchez Silva |
| 28. Juli 17:00 | Report | Punkte: Murilo Becker Da Rosa 20 Rebounds: Murilo Becker Da Rosa 9 Assists: Nezinho Dos Santos 8 |         | Punkte: Enrique Martinez 18 Rebounds: Guillermo Araujo Capello 14 Assists: Guillermo Araujo Capello, Enrique Martinez, Bruno Zanotti 3 | Coliseo Álvaro Sánchez Silva |
| 28. Juli 17:00 | Report |                                                                                                  |         | | Coliseo Álvaro Sánchez Silva |

| 28. Juli 19:00 | Report | Chile                                                                                                   | 64 – 75 | Uruguay                                                                                          | Coliseo Álvaro Sánchez Silva |
| 28. Juli 19:00 | Report | Punkte pro Viertel: 18 : 16, 17 : 11, 15 : 26, 14 : 22                                                  |         |                                                                                                  | Coliseo Álvaro Sánchez Silva |
| 28. Juli 19:00 | Report | Punkte: Patricio Briones Moller 19 Rebounds: Patricio Briones Moller 8 Assists: Erik Carrasco Follert 8 |         | Punkte: Fernando Martínez Pan 23 Rebounds: Esteban Batista Hernandez 9 Assists: Martin Osimani 6 | Coliseo Álvaro Sánchez Silva |
| 28. Juli 19:00 | Report | |         |                                                                                                  | Coliseo Álvaro Sánchez Silva |

Gruppe B
| Platzierung | Mannschaft  | Punkte | G | V | Körbe   | Diff |
| ----------- | ----------- | ------ | - | - | ------- | ---- |
| 1           | Argentinien | 5      | 2 | 1 | 249:181 | +68  |
| 2           | Venezuela   | 5      | 2 | 1 | 251:198 | +53  |
| 3           | Kolumbien   | 5      | 2 | 1 | 241:199 | +42  |
| 4           | Ecuador     | 3      | 0 | 3 | 132:305 | −173 |

| 26. Juli 19:00 | Report | Venezuela                                                                                       | 75 – 72 | Argentinien                                                                                                | Coliseo Álvaro Sánchez Silva |
| 26. Juli 19:00 | Report | Punkte pro Viertel: 18 : 19, 21 : 14, 21 : 15, 15 : 24                                          |         | | Coliseo Álvaro Sánchez Silva |
| 26. Juli 19:00 | Report | Punkte: Rafael Perez Tejeda 18 Rebounds: Axiers Sucre Briceno 12 Assists: Hector Romero Rivas 5 |         | Punkte: Juan Gutierrez Lanas 17 Rebounds: Carlos Sandes 14 Assists: Leonardo Mainoldi, Carlos Schattmann 4 | Coliseo Álvaro Sánchez Silva |
| 26. Juli 19:00 | Report |                                                                                                 |         | | Coliseo Álvaro Sánchez Silva |

| 26. Juli 21:00 | Report | Kolumbien                                                                                              | 94 – 46 | Ecuador                                                                                        | Coliseo Álvaro Sánchez Silva |
| 26. Juli 21:00 | Report | Punkte pro Viertel: 26 : 4, 20 : 11, 22 : 14, 26 : 17                                                  |         |                                                                                                | Coliseo Álvaro Sánchez Silva |
| 26. Juli 21:00 | Report | Punkte: Stalin Ortiz Quinonez 28 Rebounds: John Hernandez Villamil 18 Assists: Edgar Moreno Asprilla 4 |         | Punkte: Jose Diaz Tenorio 11 Rebounds: Jaime Pauta Cordero 12 Assists: Alvaro Perez Gonzalez 4 | Coliseo Álvaro Sánchez Silva |
| 26. Juli 21:00 | Report | |         |                                                                                                | Coliseo Álvaro Sánchez Silva |

| 27. Juli 17:00 | Report | Argentinien | 107 – 43 | Ecuador                                                                                      | Coliseo Álvaro Sánchez Silva |
| 27. Juli 17:00 | Report | Punkte pro Viertel: 19 : 12, 29 : 8, 27 : 15, 32 : 8                                                                    |          |                                                                                              | Coliseo Álvaro Sánchez Silva |
| 27. Juli 17:00 | Report | Punkte: Carlos Schattmann 19 Rebounds: Federico Aguerre, Sebastian Vega 10 Assists: Juan Fernandez, Carlos Schattmann 9 |          | Punkte: Jose Diaz Tenorio 11 Rebounds: Mario Gordon Pauta 5 Assists: Alvaro Perez Gonzalez 2 | Coliseo Álvaro Sánchez Silva |
| 27. Juli 17:00 | Report | |          |                                                                                              | Coliseo Álvaro Sánchez Silva |

| 27. Juli 21:00 | Report | Kolumbien                                                                            | 84 – 83 | Venezuela                                                                                          | Coliseo Álvaro Sánchez Silva |
| 27. Juli 21:00 | Report | Punkte pro Viertel: 19 : 29, 19 : 12, 24 : 21, 14 : 14. Overtime/s: 8 : 7            |         | | Coliseo Álvaro Sánchez Silva |
| 27. Juli 21:00 | Report | Punkte: Stalin Ortiz Quinonez 27 Rebounds: Norbey Aragon 7 Assists: Adinson Moreno 5 |         | Punkte: Luis Bethelmy 17 Rebounds: Luis Bethelmy, Axiers Sucre Briceno 11 Assists: Luis Bethelmy 5 | Coliseo Álvaro Sánchez Silva |
| 27. Juli 21:00 | Report |                                                                                      |         | | Coliseo Álvaro Sánchez Silva |

| 28. Juli 15:00 | Report | Venezuela | 104 – 43 | Ecuador                                                                                        | Coliseo Álvaro Sánchez Silva |
| 28. Juli 15:00 | Report | Punkte pro Viertel: 25 : 5, 26 : 10, 24 : 14, 29 : 14                                                           |          |                                                                                                | Coliseo Álvaro Sánchez Silva |
| 28. Juli 15:00 | Report | Punkte: Gregory Vargas Diaz 17 Rebounds: Juan Herrera Castillo 8 Assists: Rafael Guevara, David Cubillan Leon 5 |          | Punkte: Eduard Caicedo Cuero 13 Rebounds: Eduard Caicedo Cuero 7 Assists: Mario Gordon Pauta 3 | Coliseo Álvaro Sánchez Silva |
| 28. Juli 15:00 | Report | |          |                                                                                                | Coliseo Álvaro Sánchez Silva |

| 28. Juli 21:00 | Report | Kolumbien                                                                                             | 63 – 70 | Argentinien                                                                                             | Coliseo Álvaro Sánchez Silva |
| 28. Juli 21:00 | Report | Punkte pro Viertel: 15 : 13, 11 : 19, 19 : 23, 18 : 15                                                |         | | Coliseo Álvaro Sánchez Silva |
| 28. Juli 21:00 | Report | Punkte: Stalin Ortiz Quinonez 23 Rebounds: John Hernandez Villamil 7 Assists: Edgar Moreno Asprilla 5 |         | Punkte: Leonardo Mainoldi 17 Rebounds: Juan Gutiérrez Lanas, Roman Gonzalez 11 Assists: Luis Cequeira 9 | Coliseo Álvaro Sánchez Silva |
| 28. Juli 21:00 | Report | |         | | Coliseo Álvaro Sánchez Silva |

### Spiele um Platz fünf bis acht
|  | Halbfinale          | Halbfinale |           |    | Finale | Finale |
|  |                     |            |           |    |        |        |
|  | Ecuador             | 45         |           |    |        |        |
|  | Paraguay            | 89         |           |    |        |        |
|  |                     |            |           |    |        |        |
|  |                     |            |           |    |        |        |
|  | Marokko             | 60         |           |    |        |        |
|  |                     | Senegal    | 67        |    |        |        |
|  |                     |            |           |    |        |        |
|  | Spiel um Platz drei |            |           |    |        |        |
|  |                     |            | Paraguay  | 86 |        |        |
|  | Kolumbien           | 78         | Kolumbien | 66 |        |        |
|  | Chile               | 71         |           |    |        |        |

| 30. Juli 15:00 | Report | Ecuador                                                                                    | 45 – 89 | Paraguay                                                                              | Coliseo Álvaro Sánchez Silva |
| 30. Juli 15:00 | Report | Punkte pro Viertel: 19 : 21, 8 : 23, 11 : 23, 7 : 22                                       |         |                                                                                       | Coliseo Álvaro Sánchez Silva |
| 30. Juli 15:00 | Report | Punkte: Jose Diaz Tenorio 11 Rebounds: Nixon Mina Caicedo 16 Assists: Mario Gordon Pauta 4 |         | Punkte: Jose Fabio, Bruno Zanotti 19 Rebounds: Jose Fabio 13 Assists: Bruno Zanotti 6 | Coliseo Álvaro Sánchez Silva |
| 30. Juli 15:00 | Report |                                                                                            |         |                                                                                       | Coliseo Álvaro Sánchez Silva |

| 30. Juli 17:00 | Report | Kolumbien                                                                                              | 78 – 71 | Chile                                                                                      | Coliseo Álvaro Sánchez Silva |
| 30. Juli 17:00 | Report | Punkte pro Viertel: 20 : 14, 21 : 19, 17 : 19, 20 : 19                                                 |         |                                                                                            | Coliseo Álvaro Sánchez Silva |
| 30. Juli 17:00 | Report | Punkte: Stalin Ortiz Quinonez 22 Rebounds: Enielsen Guevara Redondo 9 Assists: Edgar Moreno Asprilla 5 |         | Punkte: Patricio Briones Moller 17 Rebounds: Claus Prutzmann 9 Assists: Rodrigo Espinoza 4 | Coliseo Álvaro Sánchez Silva |
| 30. Juli 17:00 | Report | |         |                                                                                            | Coliseo Álvaro Sánchez Silva |

#### Spiel um Platz sieben
| 31. Juli 15:00 | Report | Ecuador                                                                                     | 70 – 88 | Chile | Coliseo Álvaro Sánchez Silva |
| 31. Juli 15:00 | Report | Punkte pro Viertel: 14 : 22, 15 : 20, 15 : 29, 26 : 17                                      |         | | Coliseo Álvaro Sánchez Silva |
| 31. Juli 15:00 | Report | Punkte: Jose Diaz Tenorio 30 Rebounds: Eduard Caicedo Cuero 7 Assists: Mario Gordon Pauta 3 |         | Punkte: Evandro Arteaga Fuentes 18 Rebounds: Patricio Briones Moller, Gonzalo Velasquez Zuñiga 8 Assists: Gonzalo Velasquez Zuñiga 7 | Coliseo Álvaro Sánchez Silva |
| 31. Juli 15:00 | Report |                                                                                             |         | | Coliseo Álvaro Sánchez Silva |

#### Spiel um Platz fünf
| 31. Juli 17:00 | Report | Paraguay                                                                                | 86 – 66 | Kolumbien | Coliseo Álvaro Sánchez Silva |
| 31. Juli 17:00 | Report | Punkte pro Viertel: 26 : 19, 30 : 13, 18 : 19, 12 : 15                                  |         | | Coliseo Álvaro Sánchez Silva |
| 31. Juli 17:00 | Report | Punkte: Guillermo Araujo Capello 20 Rebounds: Jose Fabio 11 Assists: Enrique Martinez 8 |         | Punkte: Norbey Aragon 20 Rebounds: Norbey Aragón, John Hernandez Villamil 6 Assists: Stalin Ortiz Quinonez 6 | Coliseo Álvaro Sánchez Silva |
| 31. Juli 17:00 | Report |                                                                                         |         | | Coliseo Álvaro Sánchez Silva |

### Halbfinale
|  | Halbfinale          | Halbfinale  |           |    | Finale | Finale |
|  |                     |             |           |    |        |        |
|  | Uruguay             | 73          |           |    |        |        |
|  | Argentinien         | 79          |           |    |        |        |
|  |                     |             |           |    |        |        |
|  |                     |             |           |    |        |        |
|  | Brasilien           | 87          |           |    |        |        |
|  |                     | Argentinien | 77        |    |        |        |
|  |                     |             |           |    |        |        |
|  | Spiel um Platz drei |             |           |    |        |        |
|  |                     |             | Venezuela | 70 |        |        |
|  | Brasilien           | 79          | Uruguay   | 76 |        |        |
|  | Venezuela           | 67          |           |    |        |        |

| 30. Juli 19:00 | Report | Uruguay                                                                                     | 73 – 79 | Argentinien                                                                                       | Coliseo Álvaro Sánchez Silva |
| 30. Juli 19:00 | Report | Punkte pro Viertel: 19 : 21, 13 : 18, 18 : 16, 23 : 24                                      |         |                                                                                                   | Coliseo Álvaro Sánchez Silva |
| 30. Juli 19:00 | Report | Punkte: Mauricio Aguiar 24 Rebounds: Esteban Batista Hernandez 12 Assists: Martin Osimani 2 |         | Punkte: Luis Cequeira, Leonardo Mainoldi 17 Rebounds: Leonardo Mainoldi 7 Assists: Juan Cantero 8 | Coliseo Álvaro Sánchez Silva |
| 30. Juli 19:00 | Report |                                                                                             |         |                                                                                                   | Coliseo Álvaro Sánchez Silva |

| 30. Juli 21:00 | Report | Brasilien                                                                                        | 79 – 67 | Venezuela                                                                                | Coliseo Álvaro Sánchez Silva |
| 30. Juli 21:00 | Report | Punkte pro Viertel: 18 : 20, 16 : 15, 23 : 15, 22 : 17                                           |         |                                                                                          | Coliseo Álvaro Sánchez Silva |
| 30. Juli 21:00 | Report | Punkte: Murilo Becker Da Rosa 25 Rebounds: Murilo Becker Da Rosa 7 Assists: Nezinho Dos Santos 8 |         | Punkte: Rafael Perez Tejeda 22 Rebounds: Axiers Sucre Briceno 8 Assists: Jesus Centeno 4 | Coliseo Álvaro Sánchez Silva |
| 30. Juli 21:00 | Report |                                                                                                  |         |                                                                                          | Coliseo Álvaro Sánchez Silva |

### Spiel um Platz drei
| 31. Juli 19:00 | Report | Venezuela                                                                                  | 70 – 76 | Uruguay                                                                                     | Coliseo Álvaro Sánchez Silva |
| 31. Juli 19:00 | Report | Punkte pro Viertel: 17 : 24, 21 : 8, 19 : 18, 13 : 26                                      |         |                                                                                             | Coliseo Álvaro Sánchez Silva |
| 31. Juli 19:00 | Report | Punkte: Axiers Sucre Briceno 21 Rebounds: Axiers Sucre Briceno 10 Assists: Jesus Centeno 3 |         | Punkte: Mauricio Aguiar 21 Rebounds: Esteban Batista Hernandez 11 Assists: Martin Osimani 6 | Coliseo Álvaro Sánchez Silva |
| 31. Juli 19:00 | Report |                                                                                            |         |                                                                                             | Coliseo Álvaro Sánchez Silva |

### Finale
| 31. Juli 21:00 | Report | Brasilien | 87 – 77 | Argentinien | Coliseo Álvaro Sánchez Silva |
| 31. Juli 21:00 | Report | Punkte pro Viertel: 19 : 18, 21 : 13, 22 : 21, 25 : 25                                                                                                 |         | | Coliseo Álvaro Sánchez Silva |
| 31. Juli 21:00 | Report | Punkte: Murilo Becker Da Rosa 30 Rebounds: Murilo Becker Da Rosa 10 Assists: Fúlvio Chiantia de Assis, Nezinho Dos Santos, Eduardo Magalhaes Machado 5 |         | Punkte: Juan Cantero 25 Rebounds: Luis Cequeira, Leonardo Mainoldi, Carlos Sandes 4 Assists: Carlos Schattmann 5 | Coliseo Álvaro Sánchez Silva |
| 31. Juli 21:00 | Report | |         | | Coliseo Álvaro Sánchez Silva |

| Brasilien                |
| Meister Brasilien        |
| Achtzehnte Meisterschaft |

Die ersten drei Mannschaften qualifizierten sich für die Basketball Pan-Amerika Meisterschaft 2011 und die Basketball-Amerikameisterschaft 2011. Da Argentinien als Ausrichter der Basketball-Amerikameisterschaft 2011 automatisch gesetzt war, rückte Venezuela als viertplatzierte Mannschaft nach. Da außerdem die USA aufgrund der Qualifikation für die Olympischen Sommerspiele 2012 absagte, rückte auch Paraguay für die Basketball-Amerikameisterschaft 2011 nach.

## Individuelle Statistiken

### Punkte
| Gesamt | Gesamt                             | Gesamt | pro Spiel | pro Spiel                          | pro Spiel    |
| Platz  | Name                               | Anzahl | Platz     | Name                               | Durchschnitt |
| ------ | ---------------------------------- | ------ | --------- | ---------------------------------- | ------------ |
| 1      | Stalin Ortiz Quinonez              | 112    | 1         | Stalin Ortiz Quinonez              | 22,4         |
| 2      | Murilo Becker Rosa                 | 106    | 2         | Murilo Becker Rosa                 | 21,2         |
| 3      | Mauricio Aguiar                    | 89     | 3         | Mauricio Aguiar                    | 17,8         |
| 4      | Fernando Javier Martínez Pan       | 83     | 4         | Fernando Javier Martínez Pan       | 16,6         |
| 5      | Guillermo Alejandro Araujo Capello | 76     | 5         | Guillermo Alejandro Araujo Capello | 15,2         |

### Rebounds
| Gesamt | Gesamt                             | Gesamt | pro Spiel | pro Spiel                          | pro Spiel    |
| Platz  | Name                               | Anzahl | Platz     | Name                               | Durchschnitt |
| ------ | ---------------------------------- | ------ | --------- | ---------------------------------- | ------------ |
| 1      | Esteban Damian Batista Hernandez   | 56     | 1         | Esteban Damian Batista Hernandez   | 11,2         |
| 2      | Murilo Becker Rosa                 | 45     | 2         | John Jairo Hernandez Villamil      | 9,2          |
| 3      | Jose Manuel Fabio                  | 44     | 3         | Murilo Becker Da Rosa              | 9,0          |
| 4      | Guillermo Alejandro Araujo Capello | 43     |           | Axiers Sucre Briceno               | 9,0          |
| 5      | John Jairo Hernandez Villamil      | 37     | 4         | Jose Manuel Fabio                  | 8,8          |
|        |                                    |        | 5         | Guillermo Alejandro Araujo Capello | 8,6          |

### Assists
| Gesamt | Gesamt                   | Gesamt | pro Spiel | pro Spiel                | pro Spiel    |
| Platz  | Name                     | Anzahl | Platz     | Name                     | Durchschnitt |
| ------ | ------------------------ | ------ | --------- | ------------------------ | ------------ |
| 1      | Nezinho dos Santos       | 30     | 1         | Enrique Martinez         | 6,5          |
| 2      | Fulvio Chiantia de Assis | 28     | 2         | Nezinho Dos Santos       | 6,0          |
| 3      | Enrique Martinez         | 26     | 3         | Fulvio Chiantia de Assis | 5,6          |
| 4      | Erik Carrasco Follert    | 25     | 4         | Erik Carrasco Follert    | 5,0          |
| 5      | Carlos Leonel Schattmann | 19     | 5         | Carlos Leonel Schattmann | 4,8          |

### Steals
| Gesamt | Gesamt                       | Gesamt | pro Spiel | pro Spiel                    | pro Spiel    |
| Platz  | Name                         | Anzahl | Platz     | Name                         | Durchschnitt |
| ------ | ---------------------------- | ------ | --------- | ---------------------------- | ------------ |
| 1      | Daniel Perez                 | 13     | 1         | Edgar Alonso Moreno Asprilla | 2,8          |
| 2      | Edgar Alonso Moreno Asprilla | 11     | 2         | Daniel Perez                 | 2,6          |
| 3      | Murilo Becker Rosa           | 10     | 3         | Murilo Becker Rosa           | 2,0          |
| 4      | Bruno Zanotti                | 9      | 4         | Bruno Zanotti                | 1,8          |
| 5      | Eduardo Magalhaes Machado    | 8      | 5         | Eduardo Magalhaes Machado    | 1,6          |
|        | Derlis Torres                | 8      |           | Derlis Torres                | 1,6          |

### Blocks
| Gesamt | Gesamt                             | Gesamt | pro Spiel | pro Spiel                          | pro Spiel    |
| Platz  | Name                               | Anzahl | Platz     | Name                               | Durchschnitt |
| ------ | ---------------------------------- | ------ | --------- | ---------------------------------- | ------------ |
| 1      | Guillermo Alejandro Araujo Capello | 10     | 1         | Guillermo Alejandro Araujo Capello | 2,0          |
|        | Patricio Briones Moller            | 10     |           | Patricio Briones Moller            | 2,0          |
|        | Reque Jereil Newsome Linder        | 10     |           | Reque Jereil Newsome Linder        | 2,0          |
| 2      | Jorge Eduardo Valencia Rosales     | 8      |           | Jorge Eduardo Valencia Rosales     | 2,0          |
|        | Esteban Damian Batista Hernandez   | 8      | 2         | Esteban Damian Batista Hernandez   | 1,6          |
| 3      | Juan Pedro Gutierrez Lanas         | 7      | 3         | Juan Pedro Gutierrez Lanas         | 1,4          |
| 4      | John Jairo Hernandez Villamil      | 5      | 4         | John Jairo Hernandez Villamil      | 1,2          |
|        | Axiers Sucre Briceno               | 5      |           | Axiers Sucre Briceno               | 1,2          |
|        | Nixon Hugo Mina Caicedo            | 5      | 5         | Nixon Hugo Mina Caicedo            | 1,0          |
| 5      | Luis Bethelmy                      | 4      |           | Luis Bethelmy                      | 1,0          |
|        | Murilo Becker Rosa                 | 4      |           |                                    |              |
|        | Bruno Zanotti                      | 4      |           |                                    |              |

## Abschlussplatzierung
1. Brasilien
2. Argentinien
3. Uruguay
4. Venezuela
5. Paraguay
6. Kolumbien
7. Chile
8. Ecuador